# My Life (The Game)
My Life (in italiano: "La mia vita") è un brano del rapper statunitense The Game, pubblicato il 22 luglio 2008 come terzo singolo estratto dall'album L.A.X.. È stato prodotto dal duo Cool & Dre e vi ha partecipato Lil' Wayne. Come in molte altre recenti canzoni, Lil' Wayne usa qui l'effetto "Auto-Tune", tecnica capace di modulare la frequenza del timbro vocale e delle eventuali note musicali.

## Registrazione
Cool & Dre, i produttori del brano, hanno recentemente pubblicato un video in cui spiegano come hanno creato la base (il "beat") della canzone.
The Game parla invece della sua esperienza di lavoro con Lil' Wayne in questo modo:
(The Game)

## Pubblicazione
"My Life" cominciò ad essere trasmessa per radio il 22 luglio 2008, sebbene fosse già stata pubblicata come singolo ufficiale verso inizio mese. Nei primi giorni di agosto è stata invece pubblicata su iTunes.

## Controversie
Subito dopo l'uscita della canzone, molti pensarono che in una strofa The Game stesse attaccando il rapper Eminem. La strofa in questione è:
"You see them 24's spinning? I earned 'em''
''And all the pictures of me and Em, I burned 'em"
"So there ain't no proof that I ever walked through 8 Mile"
"And since there ain't no Proof, I'll never walk through 8 Mile"
The Game ha poi spiegato sul suo sito che non aveva quest'intenzione e si è scusato con tutti coloro che hanno frainteso il significato delle sue parole. Di conseguenza, per evitare ulteriori malintesi, nella versione della canzone rilasciata sotto videoclip la strofa è stata cambiata in:
"You see them 24's spinnin'? I earned 'em"
"And I ain't no preacher, but here's my Erick Sermon"
"So eat this black music, and tell me how it taste, now"
"And fuck Jesse Jackson cause it ain't about race, now"
Da segnalare inoltre che, nel brano, The Game menziona Kanye West e la morte di sua madre Donda, nella strofa:
"Sometimes I think about my life with my face down,"
"Then I see my sons and I put on that Kanye smile,"
"Damn I know his momma proud,"
"And since you helped me sell my dream - we can share my momma now."

## Campionamenti
Per la canzone, Lil' Wayne ha ripreso alcune strofe del brano "So Tired" del rapper Birdman, a cui partecipò egli stesso. All'inizio della seconda strofa, The Game ha invece campionato  alcune delle strofe di Lil' Wayne presenti sia nel remix di "Party Like a Rockstar" degli Shop Boyz, sia in "Phone Home" contenuto in "Tha Carter III", e cioè:
''We are not the same, I am a Martian"
Nonostante molti altri brani siano stati campionati per il singolo, sul libretto dell'album è scritto che l'unica canzone campionata per "My Life" è appunto "So Tired" di Birdman.

## Videoclip
IL videoclip della canzone è stato girato il 23 luglio 2008, è stato diretto da Bryan Barber ed ha debuttato sul programma "FNMTV" il 15 agosto 2008. L'ambientazione si svolge principalmente in un cimitero e in molte altre zone vicine o interne alla città di Compton e ha come protagonisti appunto Lil' Wayne e The Game, i quali cantano il brano. I cameo sono quelli di Birdman, Cool & Dre e Young Buck, e vi sono riferimenti all'incidente di San Bell o alla gang dei Bloods, di cui The Game è membro. Sempre nel video, The Game indossa inoltre una maglietta con su scritto "Hip Hop Broke My Heart" ("L'hip hop mi ha spezzato il cuore").

## Classifiche
| Classifica (2008)                     | Posizione massima |
| ------------------------------------- | ----------------- |
| Billboard Hot 100 (USA)               | 21                |
| Billboard Hot R&B/Hip-Hop Songs (USA) | 29                |
| Billboard Hot Rap Tracks (USA)        | 11                |
| Billboard Pop 100 (USA)               | 32                |
| Billboard Hot Digital Songs (USA)     | 6                 |
| Billboard Hot Digital Tracks (USA)    | 8                 |
| Canadian Digital Songs (Canada)       | 22                |
| Billboard Canadian Hot 100 (Canada)   | 42                |
| Swiss Singles Top 100 (Svizzera)      | 49                |